# پروانه جغدی
پروانهٔ جغدی سرده‌ای (جنسی) از پروانه‌ها است که در جنگل‌های بارانی و دیگر جنگل‌های مکزیک، آمریکای مرکزی و آمریکای لاتین زندگی می‌کند.
در حدود ۲۰ گونه در این سرده قرار دارد.
پروانه جغدی دو چشم در کنار و مرکز بال های عقبی خود دارد
دگردیسی این پروانه کامل است
به خاطر لکه‌های بزرگ همانند با چشم جغد که بر روی بال آن‌ها دیده می‌شود نام پروانه جغدی به آن‌ها داده شده‌است.
به هنگام حمله جانوران دیگر، پروانه‌های جغدی بال‌های خود را چنان می‌گشایند که حمله‌گر با دیدن چشم بزرگ «جغد» به ترس بیفتد.
این پروانه‌ها پروانه‌های بسیار بزرگند و اندازه آن‌ها ۶۵ تا ۲۰۰ میلی‌متر است.

## نگارخانه

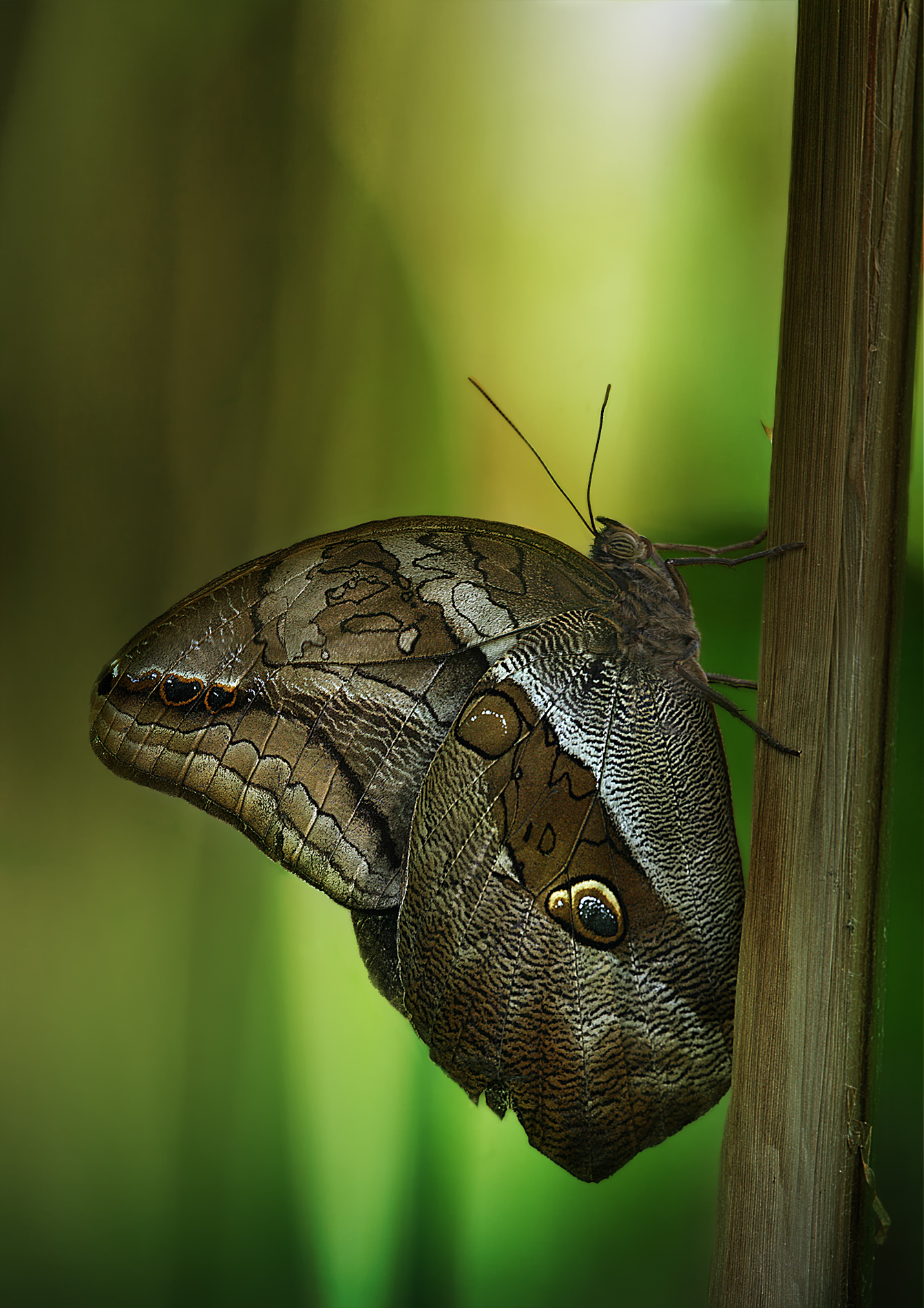
Caligo eurilochus
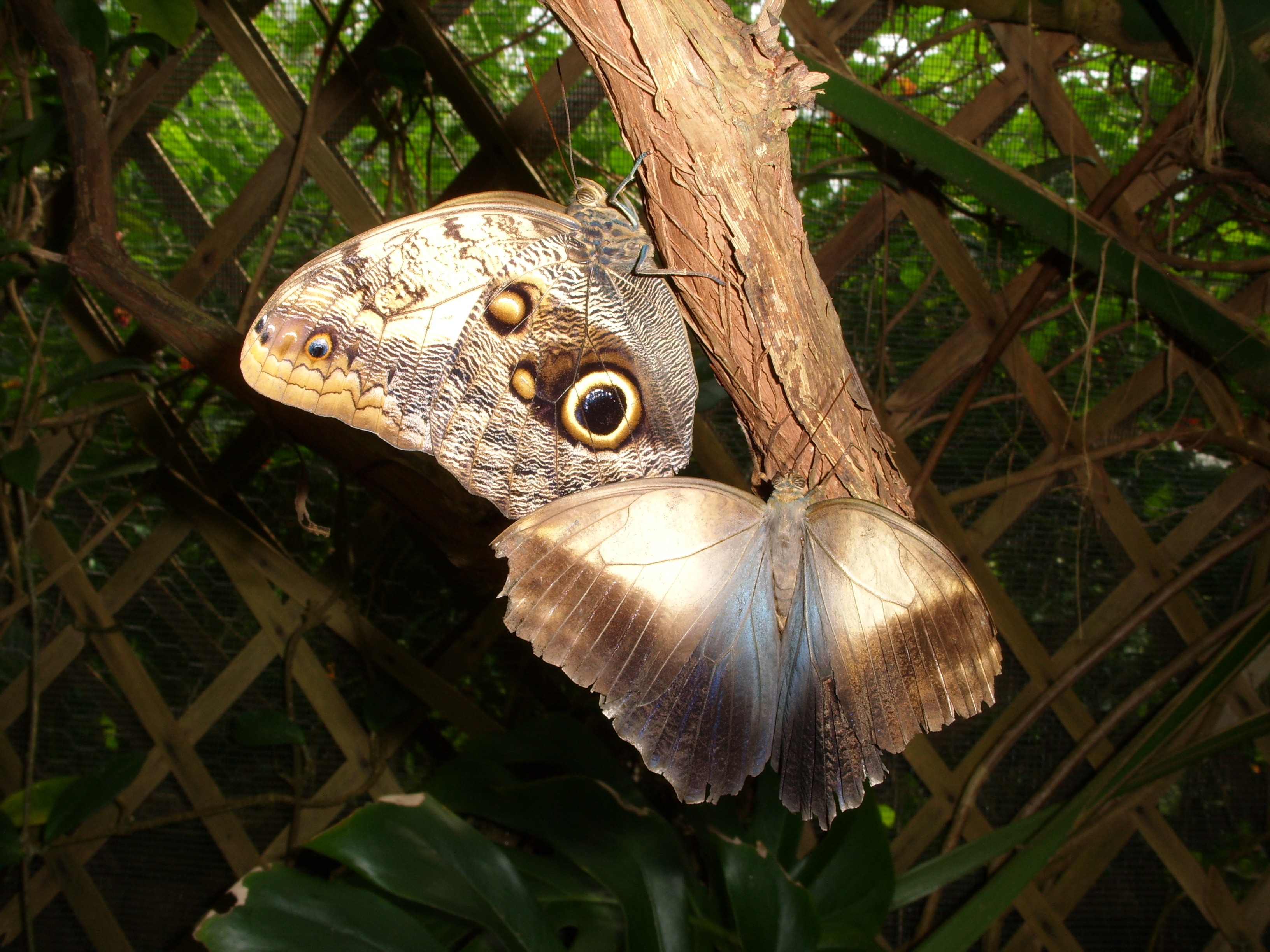
الگوهای روی پر و زیر پر
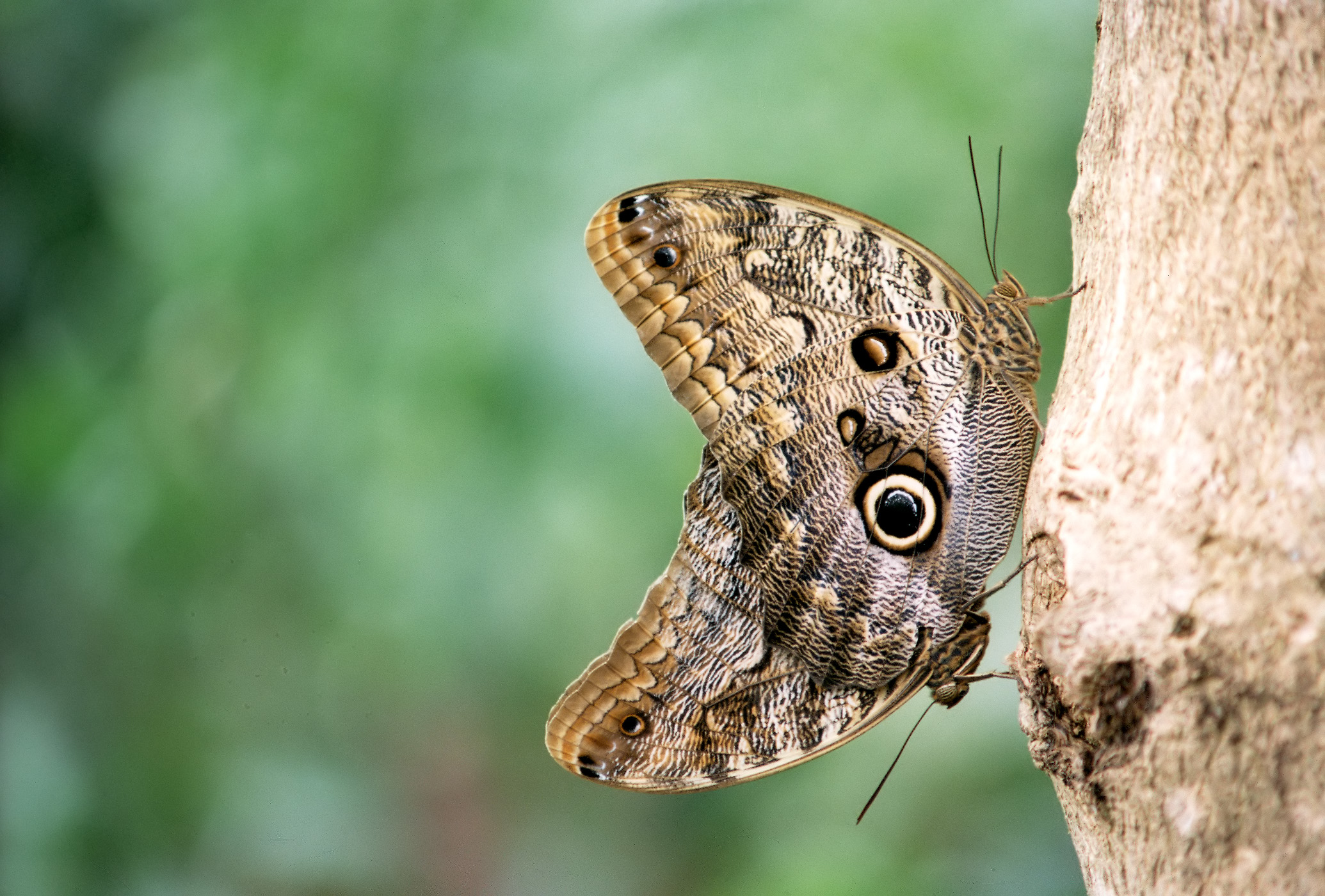
جفت‌گیری
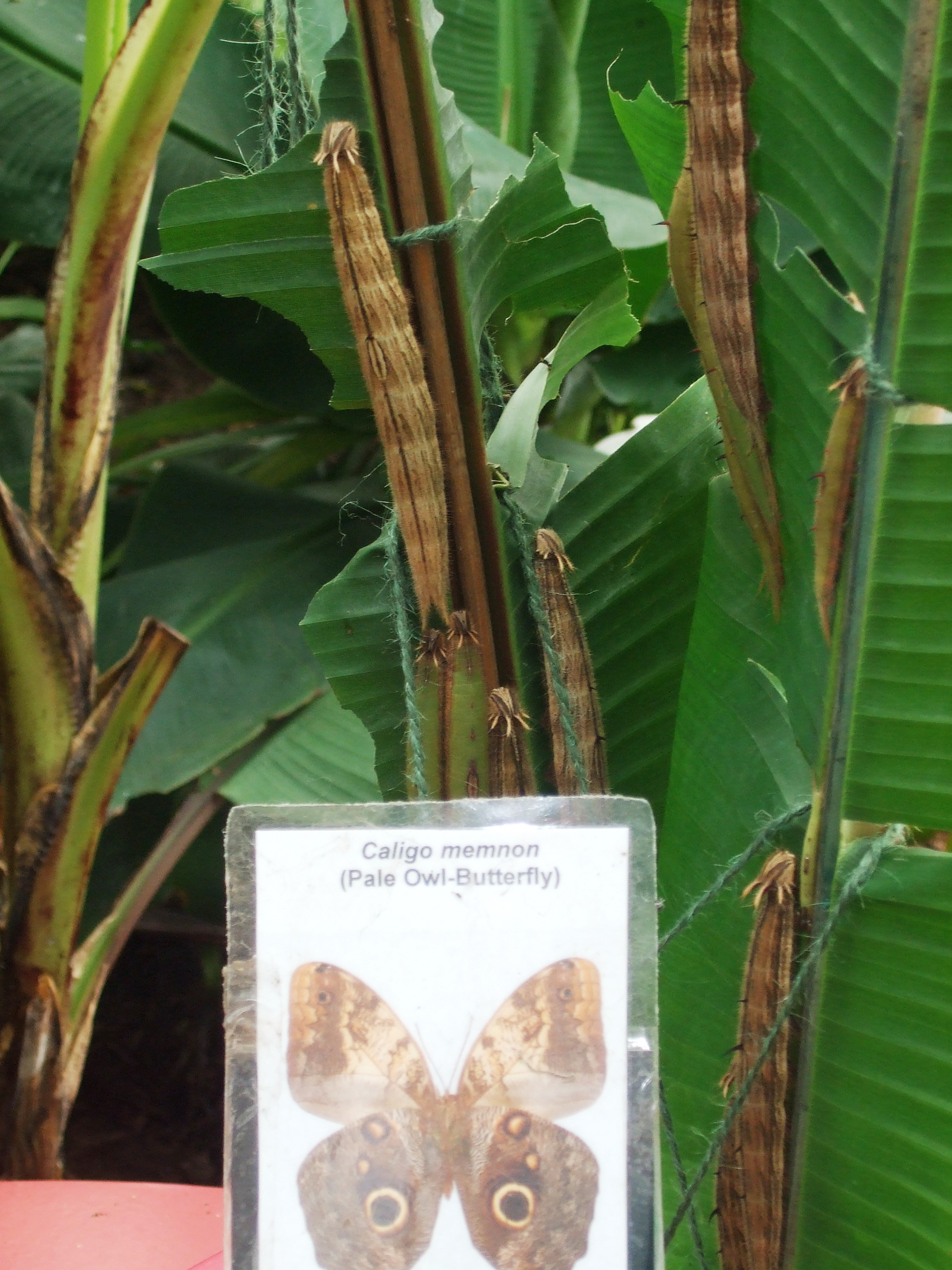
(Caligo Memnon)